# Pueblo madurés
Los madureses (a veces maduraces o madhurâs; también conocidos como orang madura y suku madura en indonesio) son un grupo étnico originario de la isla de Madura que ahora se encuentra en muchas partes de Indonesia, donde son el tercer grupo étnico más grande por población. Común a la mayoría de madureses en todo el archipiélago es la religión islámica y el uso de la lengua maduresa.
Los madureses son una etnia religiosa, a menudo afiliada a Nahdlatul Ulama, una organización musulmana indonesia tradicionalista. La escuela islámica Pesantren tiene un papel fundamental en la vida de Madurese.
Si bien los madureses tienen sus raíces en Madura, en la costa noreste de Java, la mayoría de los madureses no viven ahora en esa isla. Han emigrado fuera de Madura durante varios cientos de años, principalmente impulsados por los escasos recursos agrícolas de su isla de origen. La mayoría se ha asentado en Java, donde viven unos seis millones de madureses, especialmente en Java Oriental, donde forman aproximadamente la mitad de la población.

## Población y distribución
Los datos oficiales y académicos sobre la población de madureses varían considerablemente. Según el censo de población nacional realizado en Indonesia en 2010, el pueblo madurés representa el 3,03% de la población del país, es decir, 7.179.356 personas.  Por otro lado, algunas fuentes científicas operan con cifras significativamente mayores, alrededor de 10,5 a 10,8 millones de personas. En cualquier caso, los madureses se encuentran entre las etnias más grandes de Indonesia, por lo que, según las estadísticas del censo de 2010, ocupan el cuarto grupo étnico más grande después de los javaneses, los sundaneses y los batak.
Históricamente, los madureses habitan la isla de Madura y se encuentran al este de ella, un grupo de islas más pequeñas en el mar de Java, como la isla Kambing, las islas Sapudi y las islas Kangean. Aquí suman unos 3,3 millones de personas, que es más del 90% de la población de estos territorios. Aproximadamente el mismo número de madureses que viven en el extremo oriental de la isla de Java, y más de 400.000 personas en varias partes de la parte indonesia de la isla de Kalimantan. Además, decenas de miles de madureses viven en otras regiones de Indonesia; en especial, hay importantes comunidades maduresas en la ciudad capital de Yakarta (alrededor de 80 000 personas), en Bali (alrededor de 30 000 personas) y en la provincia de las islas Bangka Belitung (más de 15 000 personas). También hay pequeñas comunidades maduresas en los países del sudeste asiático adyacentes a Indonesia, en particular, en Singapur.

## Idioma

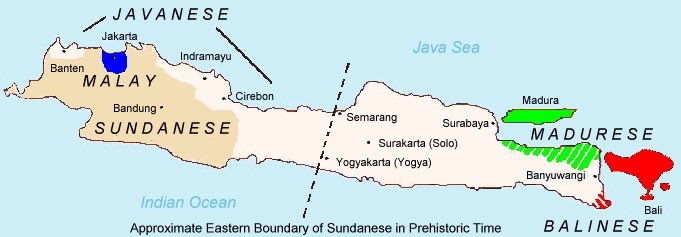
El área de la lengua maduresa en la isla de Madura y el noreste de la isla de Java está marcada con verde.

Los madureses hablan la lengua maduresa, que pertenece a la familia austronesia, más concretamente al grupo malayo-sumbawan. Se divide en varios dialectos. Lingüísticamente, existen diferentes puntos de vista con respecto a los dialectos de la lengua maduresa. Los trabajos más antiguos identificarían normalmente dos o cuatro dialectos, pero los especialistas modernos han concluido que hay seis dialectos. El dialecto más desarrollado en los términos léxicos es el dialecto Sumenep, que subyace a la lengua maduresa literaria. El dialecto más común es Bangkalan, que a menudo funciona como lengua franca entre los madureses de diferentes localidades.
En algunas partes de Java Oriental, entre un número significativo del pueblo madurés, se ha formado una mezcla peculiar de madurés - dialecto javanés. Además de estos idiomas nativos, muchos también dominan el indonesio, el idioma nacional.

## Religión
La mayoría de los madureses practican el islam sunita. Característicamente, a diferencia de una parte significativa de sus compañeros religiosos indonesios, los madureses disfrutan de la reputación de seguidores muy celosos del Islam. Los teólogos musulmanes juegan un papel importante en su vida espiritual y social. Una parte importante de los madureses se forma en las escuelas musulmanas tradicionales de Pesantren, que juegan un papel importante en su vida espiritual y social.
También están los madureses que practican otras religiones, como el cristianismo (tanto el protestantismo como el catolicismo) que no superan el 0,2%, y el resto de la otra proporción de los que profesan otras religiones es ínfima como el hinduismo. Los madureses protestantes se pueden encontrar en la parte noreste de la regencia de Jember, donde tienen una iglesia que da sermones en madurese, ubicada en el pueblo de Sumberpakem, distrito de Sumberjambe. La iglesia es miembro de la Iglesia Cristiana de Java Oriental.

## Estructura socioeconómica

### Sustento básico

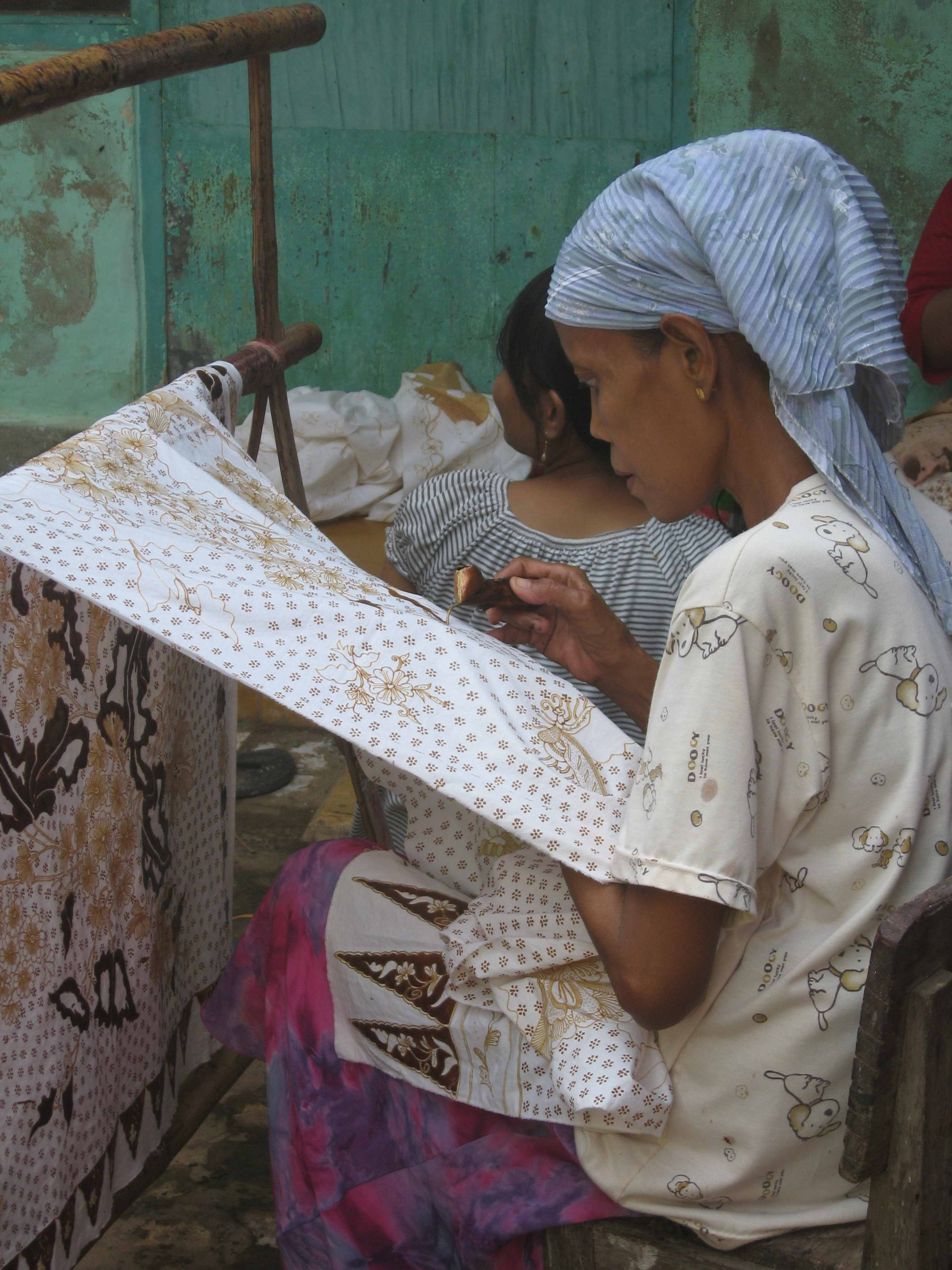
Un fabricante de batik madurés en Tanjungbumi, Bangkalan, Madura, Indonesia.

La familia es importante para los madureses y comúnmente viven en aldeas que funcionan alrededor de un centro religioso islámico. Según la ley islámica, un hombre puede tener más de una esposa. Las propuestas de matrimonio generalmente las hacen los padres del novio, preferiblemente a un primo hermano o segundo. Si se acepta la propuesta, a los padres de la novia se les presenta el "precio de la novia", que suele ser ganado. Los padres del novio fijarán entonces la fecha de la próxima boda. Las parejas de recién casados suelen vivir con la familia de la novia. El Islam es una parte integral de la vida social, política y económica de los madureses.
Las principales ocupaciones tradicionales de los madureses son la cría de animales, que incluye principalmente la cría de ganado vacuno, caprino, equino, avícola y de gallos de pelea. Los madureses son conocidos por arrear ganado, por lo que a menudo se les conoce con un apodo común como los "vaqueros" de Indonesia. El ganado es una parte importante de la cultura y las carreras de toros son uno de sus deportes favoritos.
La agricultura entre los madureses de la isla de Madura está poco desarrollada debido a la baja fertilidad y las muy malas condiciones del suelo, por lo que la agricultura no es importante en la cultura maduresa. Como resultado, los madureses tienden a no cultivar, excepto en otras islas con muy buenas condiciones de suelo, como el pueblo madurés en Java, donde la agricultura se practica más ampliamente y se ha desarrollado en menor grado. Los principales cultivos son el maíz, la yuca, el arroz, el tabaco, el frijol y el clavo. Entre los artesanos, también son ocupaciones importantes el curtido, la alfarería, la fabricación de batik, la herrería, así como los pequeños negocios y la construcción de barcos. En las zonas costeras, los madureses se dedican activamente a la pesca, el comercio y la extracción de sal (de la isla de Madura). Por último, los madureses también gozaban de reputación en la región como hábiles marineros. Los residentes madureses de las grandes ciudades, particularmente en el este de Surabaya, participan activamente en los sectores económicos modernos.

### Asentamientos
Los asentamientos madureses tradicionales están dispersos y rara vez tienen un diseño lineal, dependiendo más bien de la dirección de los caminos. En la mayoría de los pueblos hay potreros para la cría de ganado. Las casas están hechas de bambú y, a menudo, se construyen sobre pilotes bajos. Tienen una estructura de marco generalmente complementada con una terraza. Los techos se cubren con hojas de palma o carrizo, sin embargo a partir del último tercio del siglo XX es cada vez más común el uso de tejas.

### Transmigración
Los bajos rendimientos en los suelos habían sido durante mucho tiempo la causa de la mano de obra migratoria masiva y la reubicación de la población local fuera de la isla, donde los madureses eran los principales clientes de los programas gubernamentales de transmigración a gran escala llevados a cabo tanto por la administración colonial holandesa como por las autoridades. de Indonesia independiente en los siglos XIX y XX, a través del cual se asentaron en áreas relativamente escasamente pobladas de otras islas de Indonesia, especialmente Kalimantan. Como resultado de este programa, más de la mitad de los madureses étnicos que actualmente viven fuera de su patria consuetudinaria se establecieron en muchas regiones de Indonesia, donde las comunidades de ex transmigrantes y sus descendientes aún mantienen su identidad maduresa.
Los madureses han vivido en el territorio de Java durante varios siglos, formando la mayoría étnica en algunas de las regiones del noreste de la isla. Tienden a llevarse bien con los javaneses en relación con el idioma, la cultura y la forma de vida. Los matrimonios mixtos entre javaneses y madureses también son comunes. Además, en algunas áreas del este de Java, existen importantes comunidades de descendientes de tales matrimonios pendalunganos, que se distinguen por sus tradiciones culturales únicas que combinan elementos madureses y javaneses en diversos grados.
A menudo se desarrolla otra situación en las provincias de Kalimantan Occidental y Kalimantan Central, donde los madureses se reasentaron bajo los programas de transmigración entre 1900 y 1950 en un lapso de 90 años. Algunos de estos grupos de migrantes han sido objeto de conflicto con las comunidades dayak. La población nativa, especialmente los dayaks, desconfiaba mucho de los extraños y los veía como una amenaza para sus medios de vida tradicionales. La desconfianza mutua también promueve diferencias étnicas, culturales y religiosas, donde la mayoría de la gente dayak practica el cristianismo o Kaharingan. El conflicto más publicitado ha sido en varias localidades de Kalimantan, donde miles de personas murieron en una serie de enfrentamientos armados a gran escala entre los madureses y los dayak a fines de la década de 1990.
En Kalimantan Occidental hubo violencia comunal entre dayaks y madureses en 1996, en el conflicto de Sambas en 1999 y el conflicto de Sampit en 2001, lo que resultó en masacres a gran escala de madureses. En el conflicto de Sambas, tanto malayos como dayaks masacraron a los madureses. Decenas de miles de madureses de Kalimantan se vieron obligados a trasladarse a Madura y Java. A mediados de la década de 2000, la situación se estabilizó un poco y permitió el regreso de la mayoría de los madureses reasentados en Kalimantan.

## Cultura

### Cocina

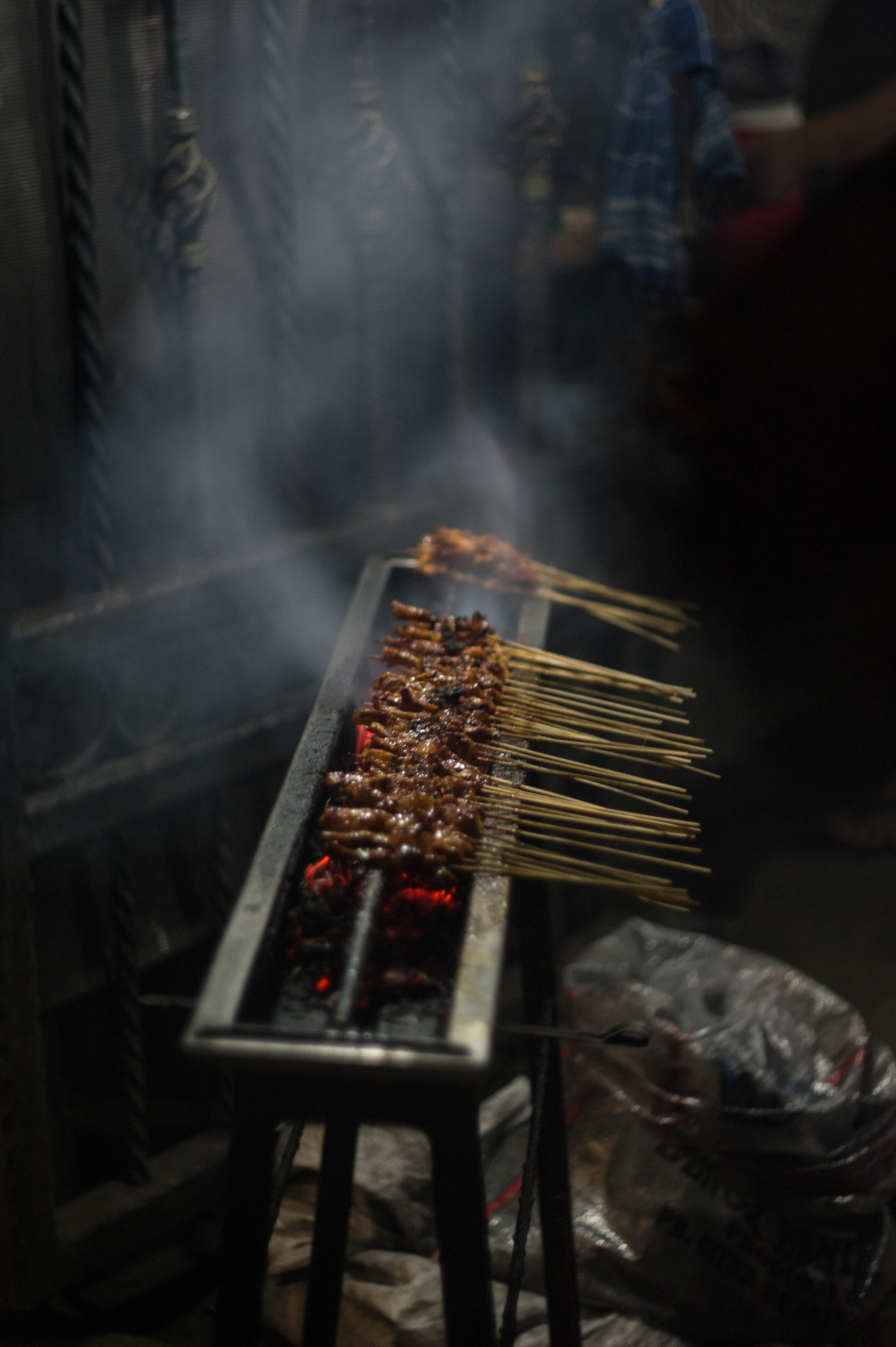
El satay madurés se distingue por la dulzura aguda de la marinada.

Para los madureses, su cocina tradicional se caracteriza por un uso bastante elevado de la carne, con la que se preparan principalmente brochetas en miniatura llamadas satay acompañadas con un adobo dulce especial y una salsa picante espesa que ha gozado de una gran popularidad en muchas partes de Indonesia. Además, la culinaria tradicional maduresa se caracteriza por el uso activo del maíz y, en general, por una mayor salinidad de los platos en comparación con otras cocinas regionales del país.

### Arte popular y vestimenta tradicional.

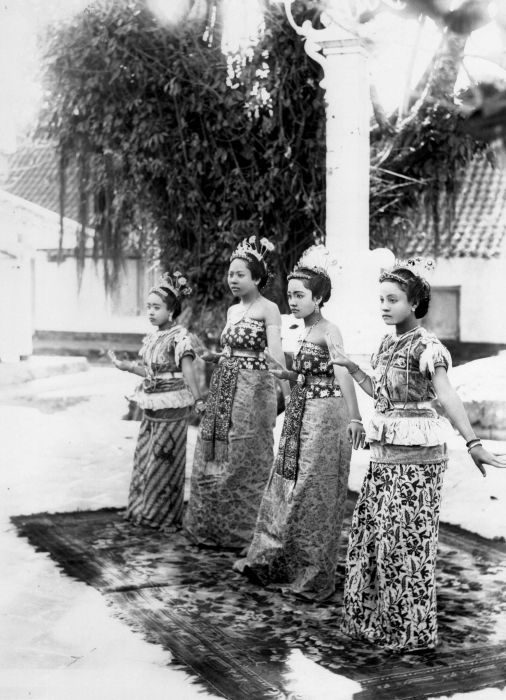
Bailarines madureses tradicionales, alrededor de 1890-1917.

Culturalmente, los madureses están lo suficientemente cerca de los javaneses orientales que comparten formas similares de folclore, música (incluido el gamelán), danza y teatro de sombras o wayang. El atuendo tradicional, sin embargo, es muy específico de los madureses. Los hombres usarían un abrigo de falda larga completamente negro con un cinturón ancho, que generalmente se engancha debajo de una camisa que viene con rayas anchas rojas y blancas, junto con un pareo a cuadros. Mientras que las mujeres se habrían puesto una chaqueta azul oscuro o moteada sobre un pareo.

### Carreras de toros

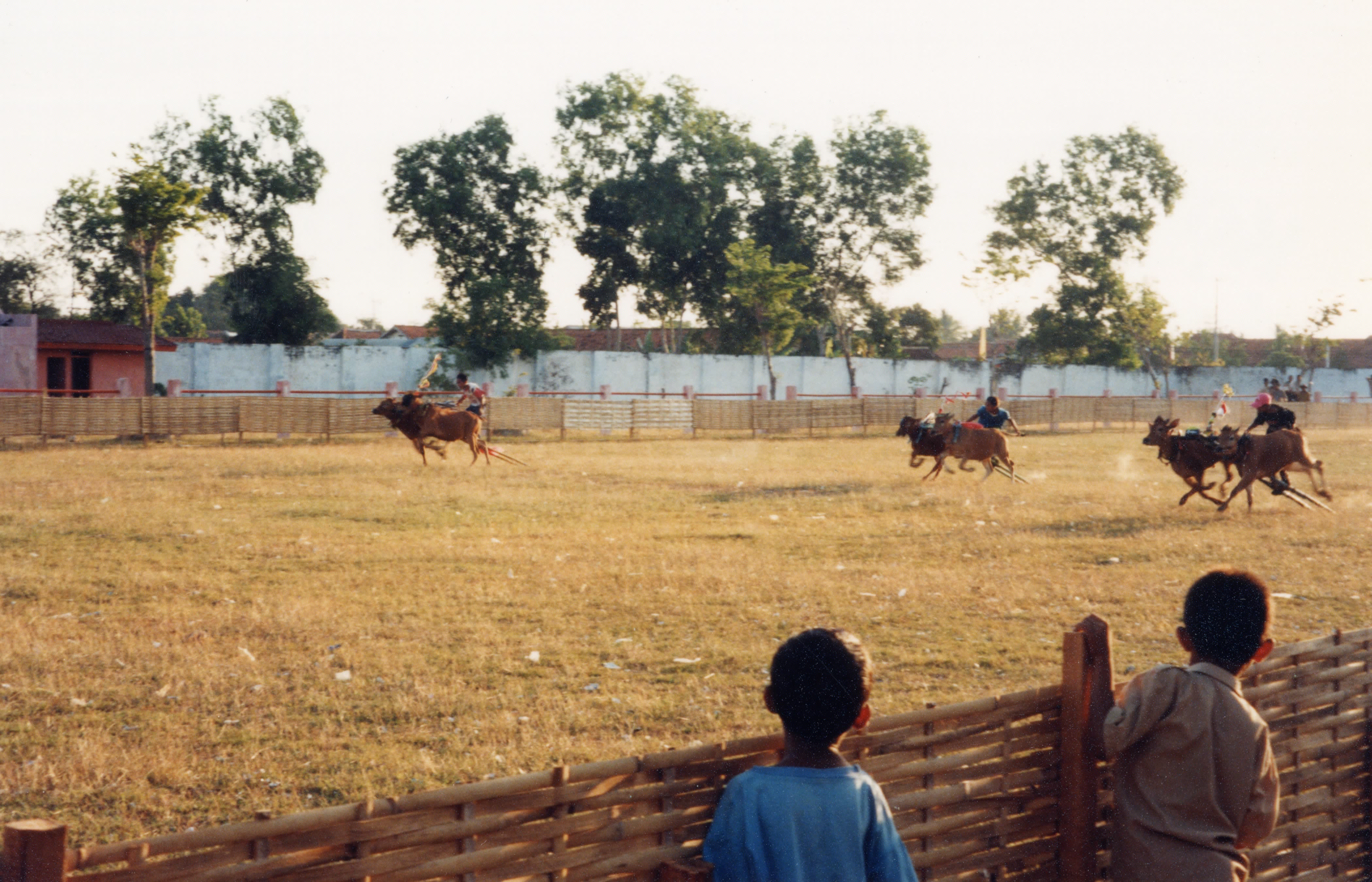
Carreras de toros (karapan sapi) en Sumenep, Madura, Java Oriental, Indonesia, 1999.

Una tradición verdaderamente única de los isleños son las carreras de toros, conocidas como Karapan sapi, donde los toros criados localmente enjaezados en carros ligeros especiales son conducidos por un auriga, generalmente un hombre joven o un adolescente. Este tipo de concursos son típicos de Madura, donde constituyen su principal atractivo turístico. Las carreras se llevan a cabo anualmente en agosto y octubre en diferentes localidades, tras lo cual sus ganadores compiten en la ronda final, que tradicionalmente se lleva a cabo en Pamekasan. Las carreras suelen ir acompañadas de actuaciones de gamelán y festividades folclóricas.
A fines de la década de 1980, la popularidad de las carreras de toros de madureses había crecido tanto que el ganador de la competencia recibía un premio en nombre del presidente de Indonesia. Además, la escena de las carreras se representó en el reverso de las monedas de 100 rupias indonesias, producidas entre 1991 y 1998.

### Carácter
Tradicionalmente, en términos de la vida socioeconómica de los madureses, ha habido un impacto visible en su carácter nacional. A menudo se caracterizan por ser muy trabajadores, obstinados, valientes, íntegros, leales, generosos y justos; y, al mismo tiempo, dotados de una gran agudeza, resentimiento, frugalidad extrema, aislamiento, arrogancia y mal genio, propensos a la violencia y la desconfianza hacia los extraños, especialmente en el contexto de la amabilidad y la sociabilidad de sus vecinos, como el pueblo javanés.
En las zonas rurales, los madureses todavía practican una antigua tradición de vendetta, llamada id (también escrito charok) que literalmente significa "batalla de honor". En la década de 1990, los organismos encargados de hacer cumplir la ley en cada uno de los cuatro distritos de Madura han registrado decenas de casos cada año. El asesinato puede ser causa de resentimiento, aunque sea poca cosa para los estándares del común europeo o indonesio. Según las estadísticas criminales locales, la mayoría de las razones de tales ataques suelen ser el abuso de mujeres o disputas de propiedad, pero a menudo sucede que la cruel venganza de los madureses está motivada por un trato insuficientemente cortés o insultos en lugares públicos al honor de uno.
El instrumento de venganza utilizado en este duelo es a menudo el tradicional cuchillo de media luna madures, celurit, que es el arma campesina más común y en algunas áreas y también el atributo del atuendo masculino tradicional. En tales casos, el vengador suele preparar el celurit de antemano en caso de duelo lanzando hechizos especiales sobre el arma.
A veces, en la "batalla de honor" participan varias personas de cada lado: familiares y amigos del ofensor y del ofendido, y entonces se convierte en un baño de sangre. Un derramamiento de sangre tan masivo ha ocurrido repetidamente en Madura incluso en el siglo XXI. El incidente más famoso de los últimos años, una carok masiva ocurrió el 13 de julio de 2006 en el pueblo de Bujur Tengah, Regencia de Pamekasan, Java Oriental, Indonesia, que resultó en el apuñalamiento y asesinato de siete hombres e hirió gravemente a nueve personas.

## Otras lecturas
- I. Farjon (1980), Madura And Surrounding Islands: An Annotated Bibliography, 1860-1942, Volumes 9-13, M. Nijhoff, ISBN 978-902-472-4109.
- Portal:Indonesia. Contenido relacionado con Indonesia.

- Datos: Q1258905
- Multimedia: People of Madura / Q1258905